# Dubai Tennis Championships 2012
Dubai Tennis Championships 2012 var en professionel tennisturnering  for kvinder. Det var den 20. udgave  af Turnerungen som var en del af WTA Tour 2012 og ATP Tour 2012. Turneringen blev afviklet i Dubai, Forenede Arabiske Emirater. WTA turneringen blev afviklet fra fra 20. til den 25. februar, 2012, mens ATP turneringen blev afviklet fra 27. februar til den 3. marts 2012. 

## Finalerne

### Herresingle
Uddybende artikel: Dubai Tennis Championships 2012 (herresingle)
 Roger Federer def.  Andy Murray, 7–5, 6–4
- Det var Federer's 2nd titel i 2012 og hans sejre nr. 72nd i hans karrierer. Det var hans femte sejer i Dubai, hvor han også vandt i 2003, 2004, 2005 og 2007.

### Damesingle
Uddybende artikel: Dubai Tennis Championships 2012 (damesingle)
 Agnieszka Radwańska def.  Julia Görges, 7–5, 6–4
- Det var  Radwanska's 1st titel i 2012 og hendes 8. i karrieren.

### Herredouble
Mahesh Bhupathi /  Rohan Bopanna def.  Mariusz Fyrstenberg /  Marcin Matkowski, 6–4, 3–6, [10–5]

### Damedouble
Liezel Huber /  Lisa Raymond def.  Sania Mirza /  Elena Vesnina, 6–2, 6–1